# Slottet Esterházy
För släkten Esterházy och andra slott med samma namn, se Esterházy

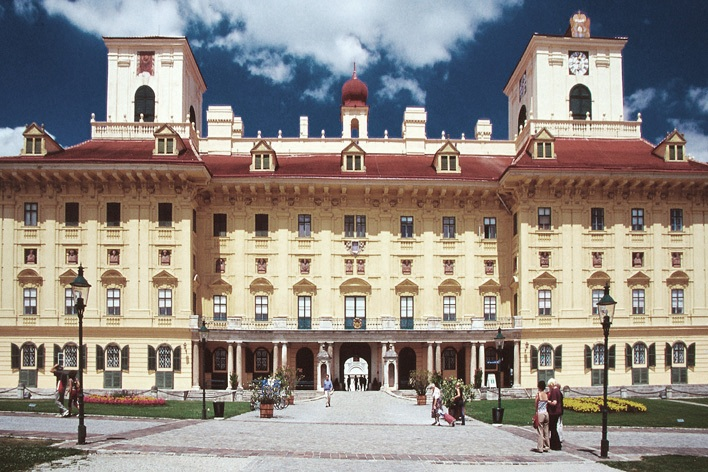

Slottet Esterházy (Schloss Esterházy) ligger i Eisenstadt, huvudstaden i det österrikiska förbundslandet Burgenland.

## Historia
Slottet Esterházy har anor från medeltiden, en borg uppfördes på platsen redan på 1200-talet. 1364 förvärvades borgen av familjen Kanizsai som flyttade till Eisenstadt och byggde ut borgen. 1392 gästade kungen Sigismund av Ungern slottet.
Om borgens historia de närmaste århundraden vet man inte mycket. Borgen omnämns knappast. Men 1622 fick familjen Esterházy Eisenstadt som pant. 1648 köpte Laudislaus Esterházy borgen. Hans bror Paul lät bygga om borgen till ett representativt barockslott efter ritningar av den italienske arkitekten Carlo Martino Carlone. 1680 var slottet klart och året efter gästades slottet av kejsar Leopold I. 
I början på 1800-talet började Nikolaus II Esterházy ytterligare en ut- och ombyggnad. Han anlitade den franske arkitekten Pierre-Charles de Moreau, en av de främsta företrädare för den franska klassicismen i Österrike. De Moreau ledde inte bara ombyggnaden av slottet, han gestaltade även slottsparken i klassicistisk anda och ritade palmhuset. Men koalitionskrigen påverkade också fursten Esterházys finanser och utbyggnaden avstannade efter några år. Två planerade flygelbyggnader som skulle inhysa en teater och ett museum förverkligades aldrig.
I slutet av 1800-talet genomfördes större renoveringar, men inga förändringar på slottet.

## Slottet idag
Delar av slottet är öppna för besökare, bland annat slottskyrkan och Haydnsalen. På slottet finns också en utställning över släkten Esterházys 300-åriga historia.
Representationsvåningen kan också hyras och används för kulturella tillställningar, konserter och representativa mottagningar. 
Andra delar av slottet är uthyrda till förbundslandet Burgenland som har kontor där.